# Чемпионат мира по маунтинбайк-марафону 2008
6-й Чемпионат мира по Маунтинбайк-марафону (2008 UCI Mountain Bike Marathon World Championships) был проведён 5 июля 2008 года в итальянском городе Виллабасса.

## Мужчины
| Место | Страна | Гонщик          | Время         |
| ----- | ------ | --------------- | ------------- |
| 1     | BEL    | Роэль Паулиссен | 4:46:56,3 час |
| 2     | SUI    | Кристоф Заузер  | 4:46:56,3 час |
| 3     | SUI    | Урс Хубер       | + 5:00,5 мин  |
| 4     | COL    | Леонардо Паэз   | + 8:17,8 мин  |
| 5     | SUI    | Ральф Нёф       | + 9:14,5 мин  |
| 6     | SUI    | Лукас Бухли     | + 10:31,4 мин |
| 7     | SUI    | Томас Фришкнехт | + 11:58,6 мин |
| 8     | ITA    | Джонни Каттанео | + 13:37,5 мин |

Время старта: 12:00

Дистанция: 119,9 км
В общей сложности в гонке приняли участие 130 спортсменов, из них 101 достиг финиша, ни один гонщик не был дисквалифицирован, двое достигли финиша превысив лимит времени.
На самом деле, первым финишировал Кристоф Заузер и, с учётом победы на чемпионате мира по маунтинбайкингу в Валь-ди-Соле, он стал бы первым двойным чемпионом мира в горном велоспорте. Однако, судьи посчитали, что Кристоф был виноват в столкновении с Роэлем Паулиссеном и падении обоих на заключительном спринте, в связи с чем его результат был понижен до второго места, после Роэля.
Победитель предыдущего чемпионата — Кристоф Заузер.

## Женщины
| Место | Страна | Гонщица                | Время         |
| ----- | ------ | ---------------------- | ------------- |
| 1     | NOR    | Гунн-Рита Дале         | 4:09:56,5 час |
| 2     | GER    | Сабине Шпитц           | + 1:44,4 мин  |
| 3     | FIN    | Пия Сандстед           | + 3:39,1 мин  |
| 4     | SUI    | Эстер Зусс             | + 11:53,1 мин |
| 5     | SUI    | Эрика Дихт             | + 13:35,2 мин |
| 6     | ITA    | Елена Гаддони          | + 16:34,4 мин |
| 7     | ITA    | Анна Феррари           | + 18:34,6 мин |
| 8     | SUI    | Мариэль Санер-Гуинхард | + 19:21,6 мин |

Время старта: 11:30

Дистанция: 88,6 км
В общей сложности в гонке приняли участие 53 спортсменки, из них 44 достигли финиша, ни одна гонщица не была дисквалифицирована.
Победительница предыдущего чемпионата — Петра Хенци из Швейцарии.

## Медальный зачёт
| Место | Страна    |   |   |   |   |
| ----- | --------- | - | - | - | - |
| 1     | Норвегия  | 1 | 0 | 0 | 1 |
| 1     | Бельгия   | 1 | 0 | 0 | 1 |
| 3     | Швейцария | 0 | 1 | 1 | 2 |
| 4     | Германия  | 0 | 1 | 0 | 1 |
| 5     | Финляндия | 0 | 0 | 1 | 1 |
| Всего | Всего     | 2 | 2 | 2 | 6 |